# Anson Chan

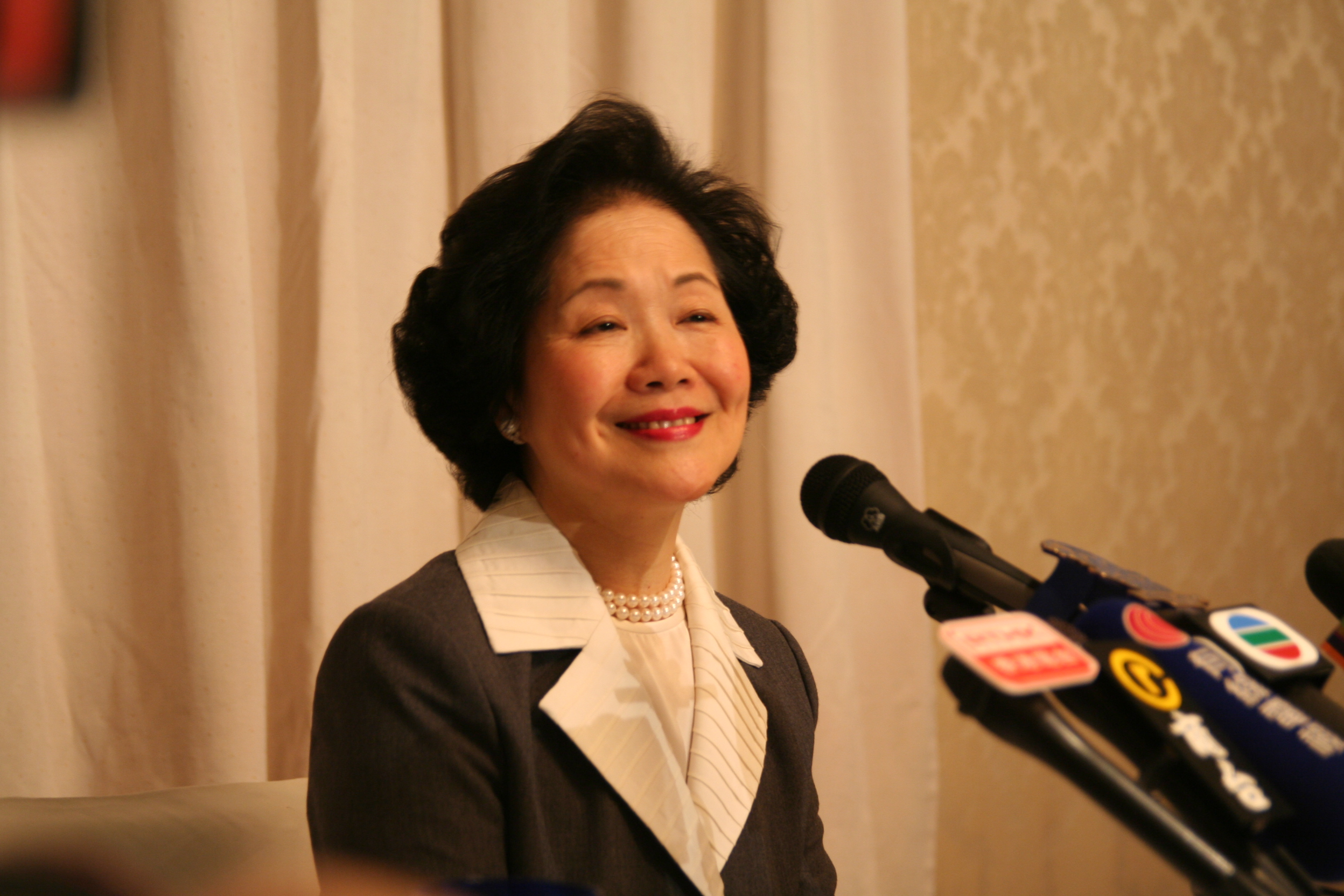
Anson Chan

Anson Chan Fang On Sang (chiń. upr. 陈方安生; chiń. trad. 陳方安生; pinyin Chén Fāng Ānshēng; jyutping Chan4 Fong1 On1 Sang1; ur. 1940 w Szanghaju) – chińska działaczka państwowa, członek władz Hongkongu zarówno pod administracją brytyjską, jak i ChRL (Specjalny Region Administracyjny).
Jest córką fabrykanta branży tekstylnej, który wraz z rodziną osiadł w Hongkongu w 1948; matka, Fang Zhaoling (ur. 1914) jest malarką. Anson Chan jest wnuczką Fang Zhenwu, generała Kuomintangu, uczestnika wojny z Japonią, oraz siostrzenicą Henry’ego Fanga, lekarza z Hongkongu.
Po śmierci ojca w 1950 była wychowywana przez babkę (matka zabrała dwóch synów na naukę w Anglii, zostawiając pod opieką rodziny w Hongkongu pozostałe sześcioro dzieci). Kształciła się w katolickiej szkole średniej, następnie studiowała na Uniwersytecie Hongkongu. W 1962 wstąpiła do służby państwowej. W ciągu wieloletniej pracy urzędniczej była zaangażowana także w działalność w związkach zawodowych.
Zajmowała wiele stanowisk we władzach Hongkongu pozostającego pod administracją brytyjską. Była m.in. sekretarzem ds. opieki społecznej (1980-1987), sekretarzem służb ekonomicznych (1987-1993), wreszcie głównym sekretarzem (Chief Secretary) władz wykonawczych (od 1993). To ostatnie stanowisko oznaczało zwierzchnictwo nad służbą cywilną Hongkongu i było równoznaczne z funkcją zastępcy gubernatora (a po przejęciu administracji przez ChRL zastępcy szefa władz wykonawczych Specjalnego Regionu Administracyjnego). Z racji wpływów była nazywana "żelazną damą Hongkongu".
Zachowała stanowisko w 1997 po przejściu Hongkongu pod władzę Chin kontynentalnych, w administracji Tung Chee Hwa. Znalazła się pod ostrzałem krytyki w związku z chaotycznym otwarciem nowego lotniska na wyspie Chek Lap Kok, ale cieszyła się w Hongkongu dużą popularnością. Wielokrotnie popadała w spory z szefem władz wykonawczych i ostatecznie zrezygnowała ze stanowiska w kwietniu 2001. Została zastąpiona przez Donalda Tsanga, dotychczasowego sekretarza finansów.
W uznaniu wieloletniej pracy w brytyjskim korpusie urzędniczym została odznaczona Krzyżem Wielkim Orderu Św. Michała i Św. Jerzego (GCMG) przez królową brytyjską Elżbietę II w 2002.